# Strawberries Oceans Ships Forest
Strawberries Oceans Ships Forest è un album di musica elettronica pubblicato nel 1993 dai The Fireman, il duo composto da Paul McCartney e Youth (conosciuto per lo più per essere il bassista e cofondatore dei Killing Joke).

## Descrizione
L'album consiste di materiale di McCartney, soprattutto dalle sessioni che generarono Off the Ground e Back to the Egg, remixate da Youth. Né McCartney né Youth sono presenti nei riconoscimenti dell'album. Il coinvolgimento da McCartney era comunque stato confermato dalla EMI.
In una recensione per Melody Maker, Michael Bonner scrisse:
Il progetto ebbe inizio quando McCartney chiese a Youth di remissare alcune tracce da Off the Ground per usarli su un possibile singolo.
(Paul McCartney)
(Martin Glover)
Infine, McCartney decise di reggiungere Youth agli studios per creare musica nuova da aggiungere insieme con le basi già esistenti, e il progetti divenne più collaborativo. Nonostante all'inizio l'obiettivo fosse creare un singolo, McCartney si innamorò del lavoro del collega, e lo fece diventare un album a tutti gli effetti.

## Tracce
Tutte le tracce sono opera dei The Fireman.
1. Transpiritual Stomp – 9:01
2. Trans Lunar Rising – 9:09
3. Transcrystaline – 8:39
4. Pure Trance – 8:40
5. Arizona Light – 8:39
6. Celtic Stomp – 8:34
7. Strawberries Oceans Ships Forest – 8:07
8. 4 4 4 – 7:35
9. Sunrise Mix – 8:16